# لوکاس پراتو
لوکاس داوید پراتو (اسپانیایی: Lucas David Pratto‎؛ زادهٔ ۴ ژوئن ۱۹۸۸) بازیکن فوتبال آرژانتین است که هم‌اکنون در باشگاه فوتبال ریور پلاته بازی می‌کند. پراتو تکنیک‌های غیرمعمولی در کنترل توپ دارد و به عنوان بازیکنی با بدن تنومند شناخته می‌شود.